# Patricia Allison
Patricia Allison (Londra, 7 dicembre 1994) è un'attrice britannica, conosciuta per il ruolo di Ola Nyman nella serie televisiva Sex Education.

## Biografia
All'età di dieci anni, è apparsa in una produzione di Oliver Twist alla Royal Opera House. Dopo aver lasciato la scuola, ha studiato teatro musicale per due anni al Colchester Institute, seguito da un corso di quattro anni presso la East 15 Acting School di Loughton, nell'Essex, dove si è laureata con un Bachelor of Arts in recitazione. Nel 2018, Allison ha interpretato un ruolo minore come Marguerite nella miniserie della BBC I Miserabili, prima di essere introdotta come Ola Nyman nella serie originale Netflix Sex Education nel 2019. Nel 2020, il suo ruolo è stato promosso a personaggio principale. Tuttavia, non è tornata nella serie per la sua quarta stagione, andata in onda nel 2023.

## Vita privata
Patricia è piuttosto discreta riguardo alla sua vita privata. Non ci sono molte informazioni disponibili sulla sua famiglia, ma è attiva su Instagram, dove condivide spesso immagini della natura e dei suoi progetti.

## Filmografia
- I miserabili (Les Misérables) – miniserie TV, puntata 2 (2018)
- Moving On – serie TV, episodio 10x04 (2019)
- Thanks for the Memories – miniserie TV, puntata 2 (2020)
- Unprecedented – serie TV, episodio 1x02 (2020)
- Sex Education – serie TV, 14 episodi (2019-2021)
- His Dark Materials - Queste oscure materie (His Dark Materials) - serie TV, episodio 3x07-3x08 (2022) - voce
- Extraordinary (serie televisiva) - serie TV, episodio 1x06 (2023)

## Teatro
- A Doll's House, Part 2 di Lucas Hnath, regia di . Donmar Warehouse di Londra (2022)
- Jules and Jim di Timberlake Wertenbaker, regia di Stella Powell-Jones. Jermyn Street Theatre di Londra (2023)
- La dodicesima notte di William Shakespeare, regia di Tom Littler. Orange Tree Theatre di Londra (2024)

## Doppiatrici italiane
Nelle versioni in italiano Patricia Allison è stata doppiata da:
- Chiara Oliviero in Sex Education

Da doppiatrice è stata sostituita da:
- Patrizia Scianca in LEGO Horizon Adventures